# Kleszczów (województwo małopolskie)

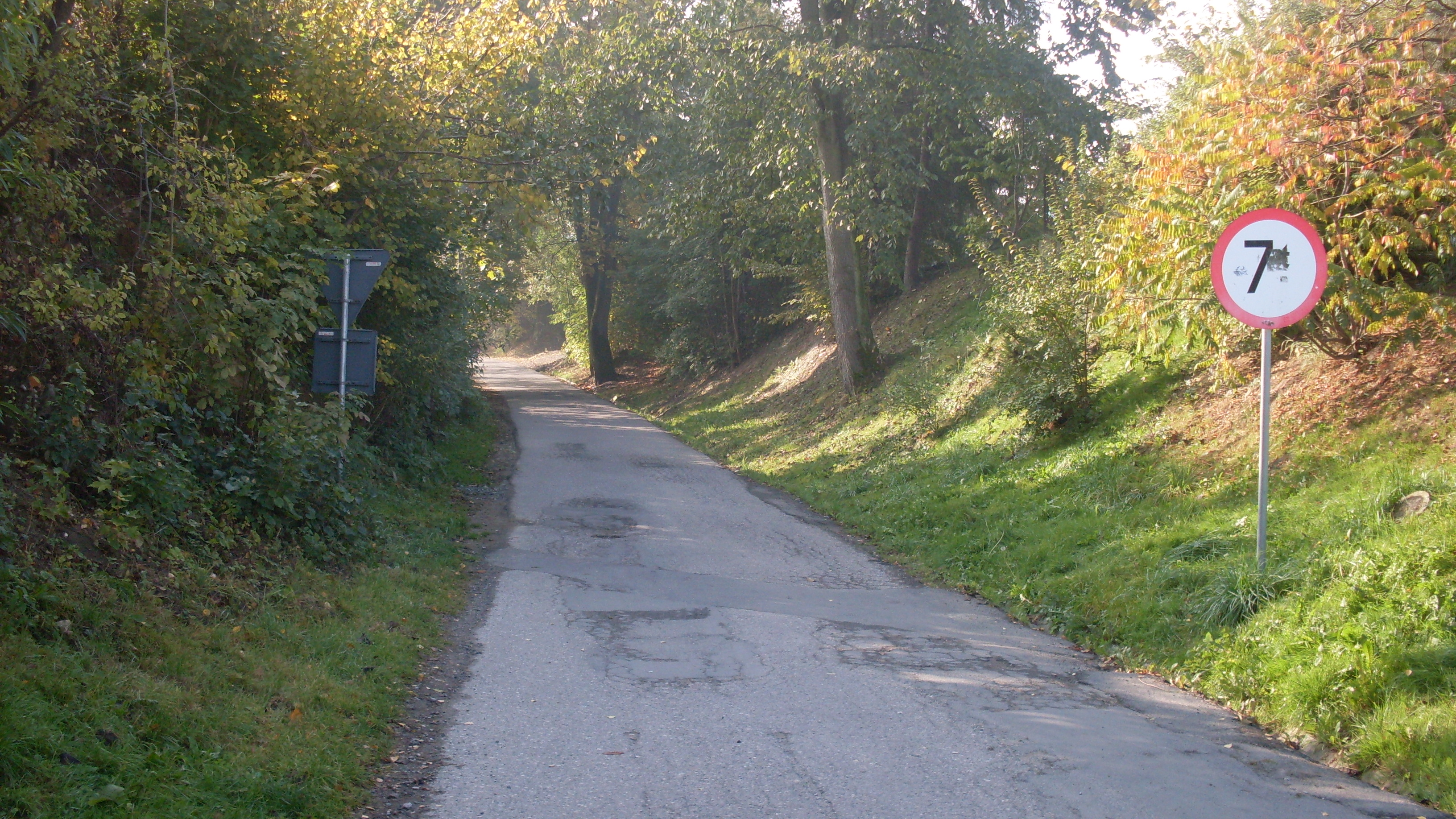
Kleszczów

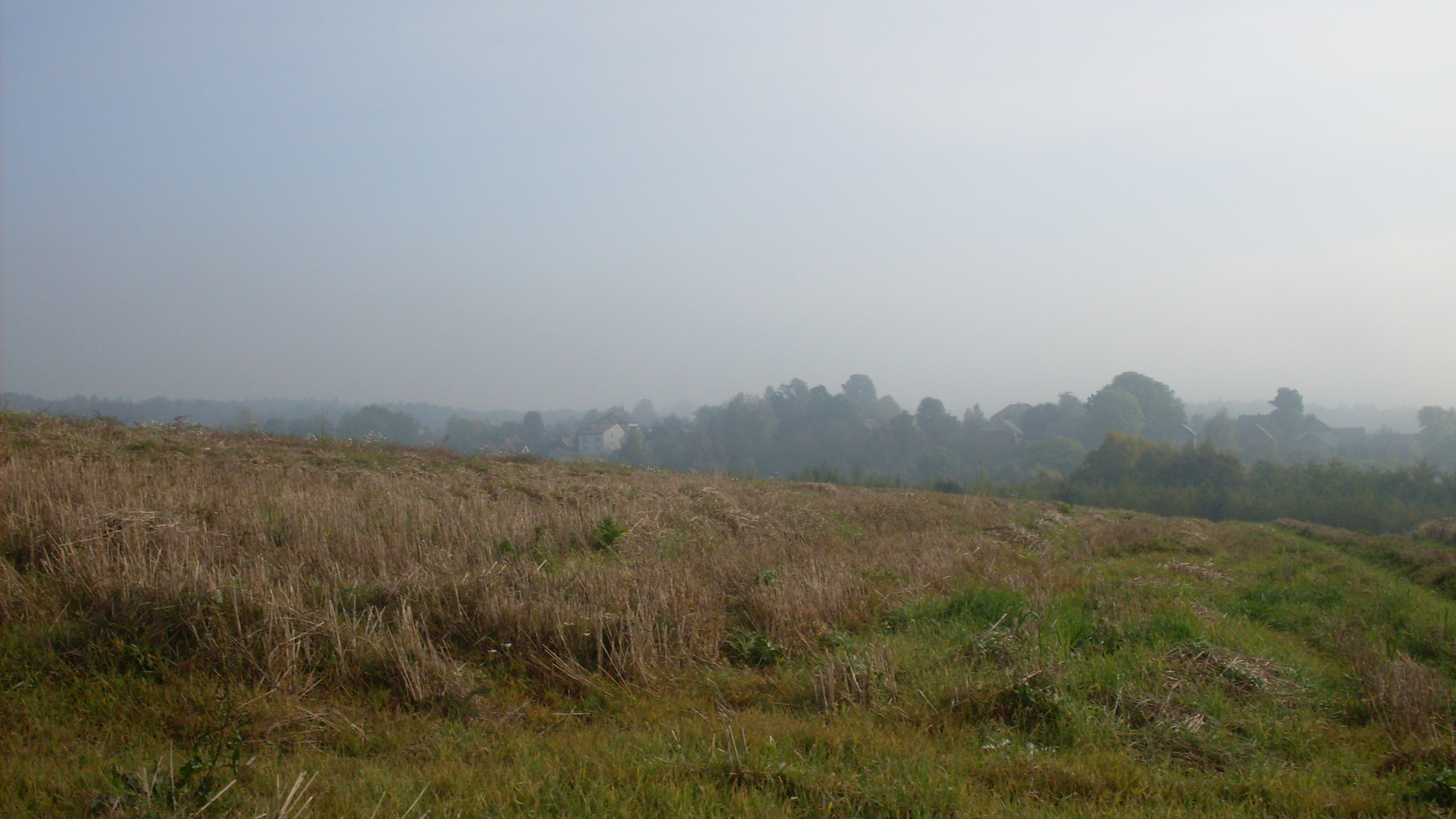
Kleszczów

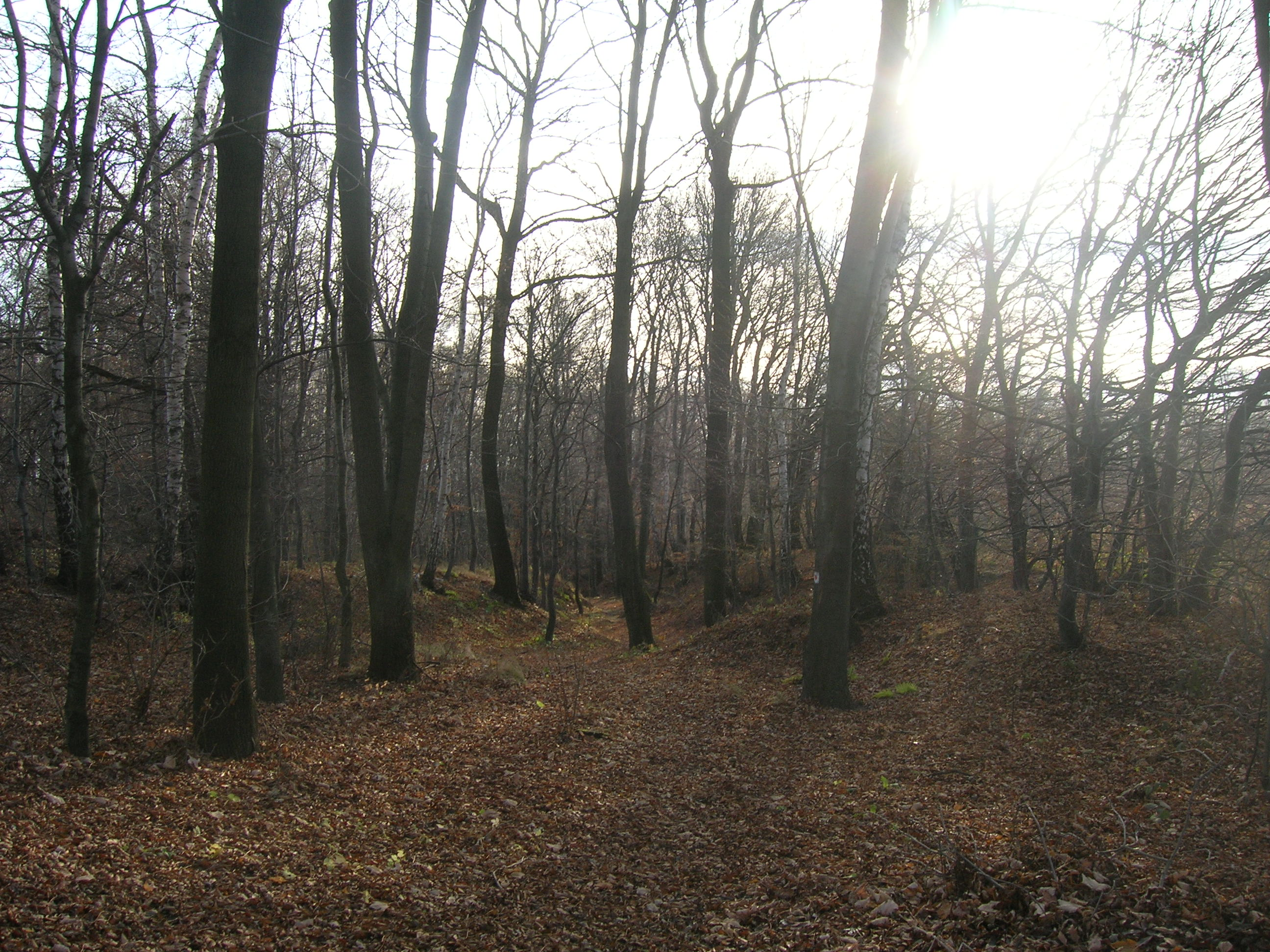
Wąwóz Wodny Dół odnoga wąwozu Jadybówki na zachodnim krańcu wsi

Kleszczów – wieś w Polsce położona w województwie małopolskim, w powiecie krakowskim, w gminie Zabierzów.
W roku 2021 we wsi mieszkało 418 osób, z czego 50,7% mieszkańców stanowiły kobiety, a 49,3% mężczyźni.

## Historia
Kleszczów wzmiankowany w 1366 r. jako własność rycerska Spytka z rodu Toporów. Stanowił pierwotną siedzibę Aleksandrowskich i stąd od początku XV w. pozostawał w dobrach aleksandrowickich. Od 1499 r. należał do Kanińskich. Stanisław Iwan Karniński, jako gorliwy wyznawca kalwinizmu spowodował, że mieszkańcy należeli do zboru w Aleksandrowicach. W 1613 r. wieś zakupił od Agnieszki Karnińskiej sekretarz królewski Piotr Gołuchowski herbu Leliwa. Jego syn Piotr, znany z awanturnictwa, przeszedł na katolicyzm i wydalił ze swych włości innowierców. Pod koniec XVII w. właścicielami zostali Korycińscy, w latach 1700–1728 Teofil Pawłowski, a potem Franciszek Ksawery Kochanowski. Od 1762 r. wieś weszła do majątku Antoniego Potockiego, potem do Jana Potockiego, a na końcu do Franciszka Żeleńskiego.
W 1879 r. wieś zamieszkiwało 200 mieszkańców. W latach 1825–1911 Kleszczów należał do księcia Eugeniusza Lubomirskiego, a w 1898 r. przeszedł we władanie Dominika a następnie Hieronima Radziwiłłów. Wówczas powstały nowe budynki folwarczne w tym dwutraktowe czworaki oraz uporządkowano park dworski. W latach 1815–1846 wieś położona była na terenie Wolnego Miasta Krakowa, potem w zaborze austriackim. W czasie II Rzeczypospolitej wieś należała do powiatu krakowskiego w województwie krakowskim.
Od 26 października 1939 do 18 stycznia 1945 Kleszczów znajdował się w Landkreis Krakau, dystrykcie krakowskim w Generalnym Gubernatorstwie. 6 października 1954 r. ówczesne przysiółki Kleszczów i Kochanów z dotychczasowej gromady Aleksandrowice ze zniesionej gminy Liszki w powiecie krakowskim przyłączono do gromady Zabierzów. 22 września 1966 r. w Kleszczowie zapaliły się dwa domy mieszkalne, dwie stodoły i obora. Na skutek trudności z dowozem wody spaleniu uległy wszystkie te budynki.
W latach 1975–1998 wieś leżała w województwie krakowskim.

## Położenie
Kleszczów wyróżnia się malowniczym i bardzo korzystnym położeniem w zaciszu lasów i pól (od strony północnej znajduje się Wąwóz Kochanowski, a od strony wschodniej Las Zabierzowski) na górującej nad okolicą wyniosłości Garbu Tenczyńskiego z wzniesieniem Chełm na południowy zachód od wsi oraz wzniesieniem Stadła na północno-wschodnim krańcu wsi. Położona jest na głównym grzbiecie Garbu Tenczyńskiego, w jego obniżeniu, łączącym Wąwóz Kleszczowski z Doliną Aleksandrowicką.
Wieś graniczy: od północy z Kochanowem przez las, od północnego wschodu z Zabierzowem przez las, od południowego wschodu z Burowem przez las, od południowego zachodu z Brzoskwinią i od zachodu z Nielepicami. Kleszczów położony jest około 5 km na zachód od granic Krakowa.
Obecnie w okolicach Kleszczowa znajduje się punkt zrzutu paliwa lotniczego (3 km na południe od wsi znajduje się port lotniczy Kraków-Balice). We wsi znajduje się kaplica z 1995 r., świetlica oraz boiska sportowe.

## Turystyka
Do Kleszczowa z Krakowa można dojechać autobusami linii nr 218 z Bronowic Małych. Miejscowość leży na obszarze Jury Krakowsko-Częstochowskiej, otoczona dużym kompleksem leśnym Lasu Zabierzowskiego, w którym położona jest Łysa Kleszczowska. Piękno krajobrazu i duże walory przyrodnicze zadecydowały o włączeniu terenów wsi do obszaru Tenczyńskiego Parku Krajobrazowego. Przebiegające przez miejscowość szlaki turystyki pieszej i rowerowej umożliwiają zwiedzenie atrakcyjnych turystycznie i rekreacyjnie obszarów tego parku krajobrazowego, w tym liczne pomniki przyrody. W lesie w Wąwozie Kochanowskim pomiędzy wsią a Kochanowem utworzono stanowisko ekologiczne o powierzchni 3,57 ha. Przedmiotem ochrony są bardzo liczne stanowiska lilii złotogłów, które rosną w otoczeniu wapiennych skał i lasu bukowego.
Szlaki turystyczne
 – z Zabierzowa przez Las Zabierzowski, Kleszczów, Brzoskwinię, Dolinę Brzoskwinki, wąwóz Półrzeczki, Dolinę Mnikowską do Mnikowa.
Szlaki rowerowe Jurajski Rowerowy Szlak Orlich Gniazd
 – z Krakowa przez Szczyglice, Las Zabierzowski, Kleszczów, Brzoskwinię, Las Zwierzyniecki do Tenczynka.